# 11-я Словенская ударная бригада
11-я Словенская ударная народно-освободительная бригада имени Милоша Зиданшека (сербохорв. Једанаеста словеначка народноослободилачка ударна бригада „Милош Зиданшек“ / Jedanaesta slovenačka narodnooslobodilačka udarna brigada "Miloš Zidanšek", словен. 11. slovenska narodnoosvobodilna brigada «Miloš Zidanšek») — словенское подразделение Народно-освободительной армии Югославии. Носила имя партизанского командира, Народного героя Югославии, Милоша Зиданшека. В состав бригады входили штаб и два батальона.